# Уудбридж Стронг Ван Дайк
Уудбридж Стронг Ван Дайк II (на английски: Woodbridge Strong Van Dyke II) е американски режисьор и писател.

## Биография
Уудбридж Стронг Ван Дайк II е роден на 21 март 1889 година в Сан Диего, Калифорния. Баща му е съдия от висш съд, който почива в деня, в който се ражда синът му.  Майка му е Лора Уинстън е актриса. Като дете-актьор Ван Дайк се появява с майка си на водевилната писта с пътуващи акционерни компании. Те пътуват по западното крайбрежие и в Близкия запад. Когато той е на пет години, те се появяват в старата Гранд Опера в Сан Франциско  в „Сляпото момиче“. По-късно той ще си спомни необичайното си образование: „Мисля, че съм бил на училище във всеки щат на Съюза. Всеки път, когато компанията спираше достатъчно дълго в който и да е град, аз се връщах зад училище. През останалото време майка ми ме учеше.“
На четиринадесет години Ван Дайк се премества в Сиатъл, за да живее с баба си. Там посещава бизнес училище, работи на няколко работни места на непълно работно време, включително портиер, сервитьор, продавач и железопътен служител. На 16 юни 1909 г. той се жени в Пиърс, Вашингтон, за Зина Берта Ашфорд (3 ноември 1887 г. - 2 октомври 1951 г.), актрисата „Зелда Ашфорд“. Двамата се присъединяват към различни обикалящи театрални компании, като най-накрая пристигат в Холивуд през 1915 г. 

### Кариера
Ван Дайк започва да работи през 1915 г., като асистент-режисьор в редица филми на режисьорите Д.У.Грифит и Джеймс Йънг.  През 1917 г. Ван Дайк режисира първия си филм „Страната на дългите сенки“ за Есани студиос. По време на нямата ерата накиното той научава занаята си и е един от най-надеждните режисьори на Метро-Голдуин-Майер. Той стана известен като „One-Take Woody“ или „One-Take Van Dyke“ заради бързината, с която изпълняваше задачите си. Метро-Голдуин-Майер го смята за един от най-универсалните режисьори, еднакво умело режисиращ костюмирани драми, уестърни, комедии, криминални мелодрами и мюзикъли.
Много от неговите филми са хитове и от най-добрите в боксофиса през всяка година. Той получава номинации за „Оскар“ за най-добър режисьор за „Кльощавия“ (1934) и „Сан Франциско“ (1936). Също така режисира наградената с Оскар класика „Ескимо“ (известен още като „Мала Великолепната“), в който също има и актьорска роля.
Ван Дайк кани своя ранен ментор Д.У.Грифит, който е изпаднал в трудни времена. Известно е също, че Ван Дайк наема стари, безработни актьори като статисти. Поради своята лоялност той е много обичан и уважаван в индустрията.
Той направи звезди от Нелсън Еди, Джеймс Стюарт, Мирна Лой, Джони Вайсмюлер, Морийн О'Съливан, Елинор Пауъл, Илона Маси и Маргарет О'Брайън. Често е бил викан да работи няколко дни (или повече), некредитиран, върху филм, който е в затруднение или е надхвърлил производствения график.
Ван Дайк е назначен за капитан в резерва на Корпуса на морската пехота на Съединените щати през 1934 г. На 13 септември 1935 г. той е повишен в чин майор от резерва.  Преди Втората световна война патриотично настроен Ван Дайк създава служба за набиране на резерви на морската пехота в собствения си офис в МГМ. Рангът му на майор често се появява в по-късните му филмови заслуги, под негово влияние и насърчаване, и други звезди на МГМ се присъединяват към военните през първите дни на войната, включително Кларк Гейбъл, Джеймс Стюарт и Робърт Тейлър. 

### Смърт
Ван Дайк има болно сърце и заболява от рак, като ревностен християнски учен отказва повечето медицински лечения и грижи през последните си години. След пускане на „Пътуване за Маргарет“ по кината през януари 1943 г., той се сбогува със съпругата си Рут Елизабет Маникс, трите си деца и шефа на студиото Луис Б. Майер и след това се самоуби на 5 февруари в Брентуд, Лос Анджелис. Джанет Макдоналд и Нелсън Еди, в съответствие с желанията на Ван Дайк, пеят на погребението му. Кремираните му останки са погребани в гробището Мемориален парк Форест Лоун в Глендейл, заедно с тези на майка му Лора Уинстън Ван Дайк, в Големия мавзолей, Колумбариума на светилищата, ниша 10212. 

## Избрана филмография
| Година | Филм                    | Оригинално заглавие |
| ------ | ----------------------- | ------------------- |
| 1932   | Тарзан, човекът маймуна | Tarzan the Ape Man  |
| 1934   | Кльощавият              | The Thin Man        |